# Nowowasyliwka (rejon berysławski)
Nowowasyliwka (ukr. Нововасилівка) – wieś na Ukrainie, w obwodzie chersońskim, w rejonie berysławskim. W 2001 liczyła 121 mieszkańców, spośród których 119 posługiwało się językiem ukraińskim, a 2 rosyjskim.